# Craigellachie-Brücke

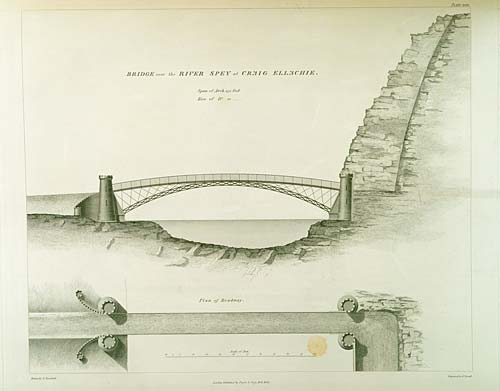
Darstellung der Brücke im Atlas to the Life of Thomas Telford von 1838. Auf der rechten Seite ist die steile Felswand im Norden klar erkennbar.

Die Craigellachie-Brücke ist eine gusseiserne Bogenbrücke bei Craigellachie in der Nähe von Aberlour in Moray (Schottland). Sie wurde von dem berühmten Bauingenieur Thomas Telford entworfen und zwischen 1812 und 1814 erbaut. Die Brücke hat eine einzige Öffnung von ungefähr 46 m Spannweite und war zu ihrer Zeit insofern revolutionär, als sie einen extrem schlanken Bogen verwendet, den man nicht in herkömmlichem Mauerwerksbau hätte herstellen können. Die eisernen Teile wurden in der Plas-Kynaston-Gießerei in Cefn Mawr bei Ruabon im Nordosten von Wales durch William Hazledine hergestellt, der eine ganze Reihe von Telfords Brücken gießen ließ. Die Teile wurden von der Gießerei über den Ellesmere-Kanal zum Meer und dann auf dem Seeweg nach Speymouth transportiert, wo sie auf Fuhrwerke verladen und an die Baustelle gebracht wurden. Untersuchungen in den 1960er Jahren ergaben, dass das Gusseisen eine ungewöhnlich hohe Zugfestigkeit besitzt. Diese ist vermutlich von Telford verlangt worden, weil anders als bei gewöhnlichen steinernen Bogenbrücken an einigen Stellen des Bogens unter Verkehrslast Zugspannungen auftreten.
An jedem Ende der Brücke stehen jeweils zwei 15 m hohe pseudo-mittelalterliche Türme mit Schießscharten und Brustwehr.

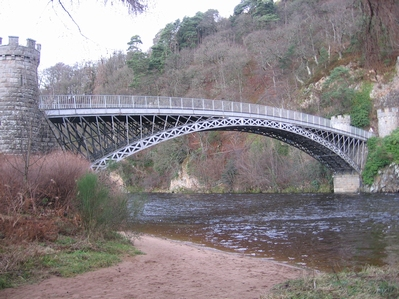
Die Brücke von Osten

Die Brücke war bis 1963 in regelmäßiger Benutzung und wurde dann für eine Generalüberholung geschlossen. Die Geländer und die Stäbe in den Zwickeln wurden durch originalgetreue neue Teile ersetzt. Außerdem wurde eine Beschränkung der Belastung auf 14 Tonnen verfügt. Dadurch und durch die Tatsache, dass die Straße unmittelbar nördlich der Brücke einen scharfen Knick macht, um einer Felswand auszuweichen, wurde die Brücke ungeeignet für moderne Straßenfahrzeuge. Dennoch trug sie den Autoverkehr bis 1972 über den Spey, dann wurde sie durch eine von Sir William Arrol & Co. erbaute Stahlbeton-Brücke ersetzt, die 1970 eröffnet wurde und über die heute die A941 verläuft. Telfords Brücke ist weiterhin in gutem Zustand und für Fußgänger und Radfahrer benutzbar. Sie steht als Kategorie-A-Bauwerk unter Denkmalschutz und ist 2007 von der American Society of Civil Engineers in die List of International Historic Civil Engineering Landmarks aufgenommen worden.